# نيل آدامز (لاعب هوكي الجليد)
نيل آدامز (بالإنجليزية: Neil Adams)‏ هو لاعب هوكي الجليد بريطاني، ولد في 26 مايو 1982 في برمنغهام في المملكة المتحدة.

## وصلات خارجية
- نيل آدامز على موقع EliteProspects.com (الإنجليزية)
- نيل آدامز على موقع HockeyDB.com (الإنجليزية)